# 오치오카촌
오치오카촌(越智岡村)은 나라현 북서부, 다카이치군에 속해있던 촌이다. 현재의 다카토리정에 해당한다.

## 역사
- 1889년 4월 1일 - 정촌제 시행에 의해 다카이치군 오치오카촌이 성립하였다.
- 1954년 10월 1일 - (구) 다카토리정, 후나쿠라촌과 합병해, (신) 다카토리정이 성립하여, 동일 오치오카촌은 소멸하였다.